# Décharge du Lac Etchemin
Pour les articles homonymes, voir Etchemin.
La décharge du Lac Etchemin coule dans la municipalité de Lac-Etchemin, dans la municipalité régionale de comté (MRC) des Etchemins, dans la région administrative de Chaudière-Appalaches, au Québec, au Canada.
La décharge du Lac Etchemin est un affluent de la rive sud de la rivière Etchemin, laquelle coule vers le nord pour se déverser sur la rive sud du fleuve Saint-Laurent, en face de la ville de Québec.

## Géographie
Les principaux bassins versants voisins de la décharge du Lac Etchemin sont :
- côté nord : ruisseau Bleu, Petite rivière Etchemin, rivière Etchemin, décharge du lac Caribou ;
- côté est : rivière Famine ;
- côté sud : rivière Flamand, rivière à la Raquette ;
- côté ouest : rivière Viveine, rivière Lanigan, rivière Calway.

La décharge du Lac Etchemin tire sa source de l'embouchure du lac Etchemin (longueur : 4,4 km ; altitude : 378 m) lequel chevauche le territoire des anciennes municipalités de Lac-Etchemin et Sainte-Germaine-du-Lac-Etchemin lesquelles se sont fusionnées le 10 octobre 2001. Le village de Lac-Etchemin est situé sur la rive nord du lac.
À partir de sa source, la "décharge du Lac Etchemin" coule en zone forestière sur 8,8 km répartis selon les segments suivants :
- 4,5 km vers l'ouest, jusqu'à la route du rang 6, où il y a un petit hameau ;
- 3,4 km vers l'ouest, jusqu'à la route du 6e rang Est ;
- 0,9 km vers le nord-ouest, jusqu'à sa confluence.

La décharge du Lac Etchemin se jette dans un coude de rivière sur la rive sud de la rivière Etchemin qui serpentine en amont d'une grande courbe vers l'ouest dans ce secteur. La confluence de la décharge du Lac Etchemin est située à 2,5 km au sud-ouest du sommet du mont Orignal, à 9,5 km au sud du centre du village de Saint-Léon-de-Standon, à 8,1 km à l'ouest du village du Lac-Etchemin, à 2,3 km (ou 1,1 km en ligne directe) en amont de la confluence de la rivière Lanigan et à 6,2 km (ou à 2,1 km, en ligne directe) en amont de la confluence de la rivière Viveine.

## Toponymie
Le toponyme décharge du Lac Etchemin a été officialisé le 18 juin 1971 par le Gouvernement du Québec.